# Долгов Олександр Леонідович
Олександр Леонідович Долго́в (нар. 31 липня 1968, Харків) — блюзовий гітарист, вокаліст, автор пісень.

## Біографія
Народився 31 липня 1968 року в Харкові в родині лікарів. У 1992 році закінчив факультет іноземних мов ХНУ ім. Горького. На гітарі почав грати з 10 років. Перший концерт групи, що не мала назви на той момент, відбувся в 1985 році. До її складу входили А. Долгов — гітара, вокал, М. Мішин — барабани, Ю. Вітовський — бас, А. Гацько — гітара. У 1986 році група стала називатися «Дощ» (рос. «Дождь»). У 1987 році до «Дощу» приєднався Сергій Куликов — губна гармоніка.
У 1989 році в місті Познань, на фестивалі «Zaczarowany swiat harmonica» Олександра Долгова зауважує менеджер і продюсер польської блюз-групи ««Nocna Zmiana Bluesa»» Grzegorz Grabowski. З цього моменту гурт «Дощ» за допомогою польських зв'язків практично не покидав Європи, беручи участь у фестивалях в Польщі, Чехії, Німеччини.
В 1992 році на фестивалі "Блюз в Росії" «Дощ» виступив на одній сцені з метрами Московського блюзу: «Crossroads», «Ліга Блюзу» і «Удачное приобретение». В підсумкову пластинку фестивалю увійшла їх кавер-версія композиції Артура Крадапа «that's All Right». За підсумками фестивалю «Блюз в Росії», де Олександр Долгов і група Дощ були наймолодшими учасниками, Олександр Долгов визнаний одним з кращих блюзових гітаристів, з індивідуальним, характерним почерком.
Не залишається непоміченою оригінальна манера співу та авторські композиції. У 1993 році вони лягли в основу дебютної платівки гурту Дощ «Blues News», запис студії Стаса Наміна, SNC, Москва. (Перевидана* 2007—Олександр Долгов & ДОЖДЬ BluesNews» (CD,"Містерія Звуку"MZ-385-4,2007))
1994 рік — Олександр Долгов і «Дощ» беруть участь у Міжнародному теле-фестивалі «Сходинка до Парнасу», де виступають разом з Big Brother And The Holding Company, Bonny Tyler, Paul Young.
1995-96 рр. — «Дощ» бере участь у прямих ефірах на 5 каналі ТБ СПТ з Максимом Василенко і в ранкових програмах для 1-го каналу ОРТ ТРК «Свежий Ветер»
У 1997 році Олександр Долгов знайомиться з легендарним гітаристом John Mayall Blues Breakers і Rolling Stones Міком Тейлером і бере участь з ним у спільному концерті на фестивалі «Make Blues Not War» в Києві.
Після 2006 року спільно з групою «Дощ» бере участь у прямих ефірах телепрограм «проСВЕТ»  з Дмитром Дібровим, «Брати Живцем» і «Квартирник UNPLUGGED» ТК. 02TV, Москва.
2 лютого 2017 року єдиний українець, який внесений до "Блюзового залу Слави"

## Дискографія
- 1992 — «Блюз в Росії» («Evita records», збірник, концертний запис)
- 1996 — «ABC» Night Blues Festival (CD «Союз» SZ-0528, збірник)
- 2007 — Олександр Долгов & ДОЖДЬ «Melopathia» (CD,"Містерія Звуку"MZ-384-4)
- 2007 — Олександр Долгов & ДОЖДЬ «BluesNews» (CD,"Містерія Звуку"MZ-385-4)
- 2012 — Олександр Долгов & ДОЖДЬ «Мужское»

## Цікаві факти
Пісню «Hoochie Coochie Man» Сергій Чиграков, він же «Чиж», присвятив Олександру Долгову.